# Mezzolombardo Volley
Il Volley Mezzolombardo è una società pallavolistica di Mezzolombardo. Ha disputato tre campionati di serie A2 alla fine degli anni novanta. Attualmente milita nel campionato di Serie C.

## Storia

### Le serie minori
La società nasce agli inizi degli anni settanta con il nome di Associazione Sportiva Volley Mezzolombardo, ma è solo nel 1972 che si iscrive al primo campionato provinciale. Per quasi vent'anni la squadra milita nei campionati di pallavolo provinciali e regionali. Alla fine degli anni ottanta accede alla serie C1 e negli anni successivi prima alla serie B2, e nel 1992 alla serie B1.

### La conquista dell'A2
Nel 1997 conquista l'accesso alla seconda categoria della pallavolo nazionale: la serie A2.
Questo avvenimento richiama diversi sponsor dal mondo industriale trentino, e la squadra affronterà il campionato con il nome di Itas Btb Mezzolombardo. La panchina viene affidata all'esperto allenatore mantovano Bruno Bagnoli, mentre in campo il giocatore più esperto è il pluriscudettato Riccardo Michieletto. L'esordio avviene il 28 settembre 1997 al palazzetto di Gardolo (lo spostamento nella frazione di Trento si rende necessario per esigenze di capienza). La prima stagione si conclude con il nono posto e la salvezza, conquistata anche l'anno successivo grazie all'ottavo posto finale. Al termine della stagione 1999-2000 la squadra conquista il 5º posto in classifica e per la prima volta prende parte ai Play Off promozione, dove però viene sconfitta in 2 gare su 3.

### La cessione dei diritti
Nell'estate del 2000 si presenta la possibilità di accedere direttamente alla serie A1 acquisendo il diritto sportivo da Ravenna, che aveva deciso di rinunciare all'iscrizione per problemi finanziari. Questo diritto venne però passato alla neonata società Trentino Volley, fondata dall'industriale Diego Mosna.

Mezzolombardo decise a sua volta di ripartire dalla serie C, cedendo il suo diritto sportivo per la serie A2 alla Pallavolo Piacenza.
La squadra risalì fino alla B1, per poi retrocedere nuovamente nel campionato di B2.
Attualmente la squadra milita nel campionato regionale di serie D, dopo aver conquistato la vittoria del campionato provinciale trentino di prima divisione nella stagione 2022/23.

## Personaggi famosi
| Nazionalità | Giocatore            | Ruolo         |
| ----------- | -------------------- | ------------- |
| Italia      | Bruno Bagnoli        | Allenatore    |
| Spagna      | Enrique De La Fuente | Schiacciatore |
| Italia      | Riccardo Michieletto | Schiacciatore |
| Italia      | Giuliano Agazzi      | Schiacciatore |